# HMS Hugin (24)
HMS Hugin (24) tidigare (7), var en jagare i svenska flottan. Hugin byggdes av Göteborgs Nya Verkstads AB och sjösattes den 10 december 1910. Fartyget tillsammans med HMS Munin (8) byggdes med ångturbiner istället för kolvångmaskiner som de tidigare jagarna hade.